# BMW F45
BMW F45 (eller BMW 2 serie Active Tourer) är en MPV som den tyska biltillverkaren BMW introducerade på Genèvesalongen i mars 2014.

## BMW F45
BMW 2 serie Active Tourer delar bottenplatta med Mini F56 och blir därmed den första BMW-modellen med tvärställd motor och framhjulsdrift. Som tillval finns fyrhjulsdrift, som marknadsförs som xDrive, trots att det är ett annat system än i de bakhjulsdrivna modellerna.

## BMW F46
Våren 2015 kompletterades programmet med den sjusitsiga BMW 2 serie Gran Tourer, med förlängd hjulbas.

## Motor
| Modell | Årsmodell | Motor                    | Cylindervolym | Effekt | Bränslesystem                      |
| ------ | --------- | ------------------------ | ------------- | ------ | ---------------------------------- |
| 214d   | 2015-16   | B37: 3-cyl radmotor DOHC | 1496 cm³      | 95 hk  | Common rail turbodiesel            |
| 216d   | 2015-21   | B37: 3-cyl radmotor DOHC | 1496 cm³      | 116 hk | Common rail turbodiesel            |
| 218d   | 2014-21   | B47: 4-cyl radmotor DOHC | 1995 cm³      | 150 hk | Common rail turbodiesel            |
| 220d   | 2015-21   | B47: 4-cyl radmotor DOHC | 1995 cm³      | 190 hk | Common rail turbodiesel            |
| 216i   | 2016-21   | B38: 3-cyl radmotor DOHC | 1499 cm³      | 102 hk | Direktinsprutning, turbo           |
| 218i   | 2014-21   | B38: 3-cyl radmotor DOHC | 1499 cm³      | 136 hk | Direktinsprutning, turbo           |
| 220i   | 2015-21   | B48: 4-cyl radmotor DOHC | 1998 cm³      | 192 hk | Direktinsprutning, turbo           |
| 225i   | 2014-21   | B48: 4-cyl radmotor DOHC | 1998 cm³      | 231 hk | Direktinsprutning, turbo           |
| 225e   | 2017-21   | B38: 3-cyl radmotor DOHC | 1499 cm³      | 224 hk | Direktinsprutning, turbo + elmotor |